# Lovasberény
Lovasberény (németül: Lauschbrünn) község Fejér vármegyében, a Székesfehérvári járásban.

## Fekvése
Lovasberény a Velencei-hegység északi lábánál fekszik. Megközelíthető a Székesfehérvár–Bicske közti 811-es főúton, illetve a Velence–Csákvár közti 8119-es úton. Közigazgatási határát érinti még a 7-es főúttól Pázmánd–Vereb érintésével idáig húzódó 8117-es út is.

## Története
A Vértes déli és a Velencei-hegység északi nyúlványai között elterülő termékeny sík- és dombvidéket, amelyet a Rovákja-patak szel át, a Krisztus születése előtti 2. évezredben már gondolkodó, alkotó népek lakták. A bronzkorban Mihály-vár és térségét népesítették be, de a kelták és a rómaiak településnyomai, temetői is megtalálhatók a település mai határában. A község neve egy 1302-ben kiadott oklevélben bukkan fel Lowazberen (Lovászberény) alakban. A Lovas-Berény településnév a 17. század végén állandósult. Határa a 9- 10. század fordulójától kezdve a Csák nemzetség ősi szállásterületéhez tartozott. 1332-ben már templomos hely, a 15. században pedig a Buzlai család birtoka. Buzlai Mózes a század utolsó évtizedeiben átépíttette, megnagyobbíttatta a templomot, és VIII. Ince pápától 1484-ben az itteni Szent András-egyház búcsúengedélyt kapott.
A török hódoltság első évtizedeiben a falu elnéptelenedett, csak 1637-ben népesítették be újra a Tolna vármegyei Bikácsról érkezett református magyarok. A 17. század végéig a református családok száma meghaladta a hatvanat, és a község népessége már meghaladta a háromszáz főt. Újjáépítették a falut, megkezdték a földek művelését, és birtokba vették a korábbi római katolikus templomot. A 18. század első évtizedeiben Lovasberény benépesítése újabb fordulatot vett. Morvaországból zsidók érkeztek, Közép-Németországból, a Hessen-Kassel tartománygrófság területéről harminc római katolikus család telepedett meg. Ettől az időszaktól kezdve vallásában, kultúrájában, szokásaiban vegyes népesség élt a községben. Az izraeliták száma a 19. század közepéig folyamatosan növekedett, meghaladta az 1200 főt. Miután a szabad királyi városokban is letelepedhettek, számuk gyors ütemben csökkent.
Nemcsak a gazdasági fejlődés időszaka a 18. század, hanem a reformátusok és a római katolikusok között elmélyülő ellentétek korszaka is. A rekatolizáció a birtokos család tagjaihoz, a Czirákyakhoz kötődik. Gróf Cziráky József 1730-ban vásárolta meg az uradalmat Franz Anselm Fleischmann bárótól. 1740-ben úrbéri szerződést kötött jobbágyaival, 1748-ban pedig elvette a reformátusoktól a templomot, s azt a római katolikus hitet követő alattvalóinak adta át. A reformátusok közel két esztendeig az Isten szabad ege alatt tartották az istentiszteletet. 1751-ben építették fel sövényből és nádból font oratóriumukat. Kőből épített templomot csak 1786-ban emelhettek. Ebben az időszakban mindhárom felekezet (római katolikusok, reformátusok és izraeliták) rendelkezett iskolával, a tanítók személyét is ismerjük. A gazdasági fellendülés eredményeként 1765-ben Lovasberény vásártartási jogot kapott, és ezzel a mezővárosok sorába emelkedett. A század végén már 327 lakóházat írtak össze, a családok száma 490, népessége pedig meghaladta a kétezerötszázat.
A 18. századtól a község, majd a mezőváros története összekapcsolódott a Cziráky család históriájával. Lovasberény "épített világát" elsősorban gróf Cziráky Antal Mózes határozta meg. 1809-ben fejeződött be a kastély építése, majd 1834-ben a vidéki szempontból monumentális római katolikus templomé.
Az 1848–49-es forradalom és szabadságharc alatt jelentős változásokra került sor. A jobbágyok szabad paraszti birtokossá lettek, megszabadultak a földesúr gazdasági és jogi fennhatóságától. Lovasberény lakóinak döntő többsége a haza szolgálatába lépett, a római katolikus plébánost s a református lelkészt is letartóztatták a császáriak, mert Kossuthnak, a magyar függetlenségnek voltak hívei.
Lovasberény történetében is csak a kiegyezés után bontakozott ki a polgári fejlődés. Megalakult a képviselő-testület és az elöljáróság. A népiskolai törvény szellemében új iskolák épültek, majd a tankötelesek iskolai előkészítése érdekében óvoda létesült. Megkezdődött a helyi társadalom önszerveződése; társadalmi és kulturális egyesületek jöttek létre, többek között segélyegylet, olvasókör és tűzoltó-egyesület kezdte meg működését. A kulturális egyesületek művelődési lehetőséget biztosítottak, közízlést formáltak, és társadalmi kapcsolatokat teremtettek.
A település további gyarapodását az első világháború, majd az azt követő forradalmak törték meg. A 20. század húszas éveitől számítható konszolidáció során feléledtek, újjászerveződtek az egyesületek, és a megváltozott viszonyok közepette új társadalmi, közművelődési egyletek, társaságok alakultak. Ismét pezsgő közélet jellemezte Lovasberényt. A második világháború minden korábbinál súlyosabb megpróbáltatásokat hozott a falu életébe. 1944 decemberében Lovasberény is hadszíntérré vált, a négy hónapon át tartó súlyos harcok után 1945. március 20-án hallgattak el a fegyverek. A háború során 97-en vesztették életüket, 51-en lettek a holokauszt áldozatai. Megrongálódott 72 lakóépület, 38 pedig lakhatatlanná vált. A harcoló alakulatok felélték az állatállományt, 62 szarvasmarha, 75 házi sertés és 104 ló maradt a községben.
Az 1945 tavaszán kibontakozó demokratikus átalakulás több forrásból táplálkozott: a többpártrendszerből, a néphatalmi testületek tevékenységéből és a földreform végrehajtásából. A közigazgatás megszervezésével egy időben zajlott a földreform, 236 földigénylő között 2099 hold szántót osztottak ki, egy igénylőre átlagosan kilenc hold föld jutott. A birtokok felaprózottságát mutatja, hogy a falu határában 6350 parcellát tartottak nyilván. 1945-ben megkezdődtek az államosítások, a negyvenes évek végén a kulákrendelettel félelemben tartott földművesek tömegesen hagytak fel foglalkozásukkal, és ajánlották fel ingatlanaikat az államnak. A református és a római katolikus egyházközséget is háttérbe szorították, iskoláikat és az óvodát ugyancsak államosították. 1950-ben a község önkormányzatát is felszámolták.
Az 1956. október 23-án kirobbanó magyar forradalom és szabadságharc volt minderre a tiltakozó válasz. Lovasberényben is megalakult a nemzeti bizottság és a nemzetőrség. November 4-én a szovjet Vörös Hadsereg koncentrált támadása hiúsította meg a demokratikus törekvések további térnyerését.
A forradalom és szabadságharc utáni években a vidék szocializálása, a termelőszövetkezetek megalakítása került előtérbe. A népesség létszáma is tükrözte a változásokat: 1949-ben 3102, 1960-ban 3129, 1970-ben 2973, 1980-ban 2639, 1990-ben 2594 fő lakta a községet. Napjainkban szerény mértékű növekedést tapasztalunk, 2751 fő a település össznépessége.

## Közélete

### Polgármesterei
- 1990–1994: Horváth Aurél (független)[6]
- 1994–1998: Gálos László (független)[7]
- 1998–2002: Gálos László (Fidesz-FKgP-MDF-MKDSZ)[8]
- 2002–2005: Heiter Tamás (Fidesz)[9]
- 2005–2006: Gálos László (független)[10]
- 2006–2008: Gálos László (független)[11]
- 2008–2010: Schieder László (független)[12]
- 2010–2014: Szili Miklós (független)[13]
- 2014–2019: Szili Miklós (független)[14]
- 2019–2024: Südi Mihály (Fidesz-KDNP)[15]
- 2024– : Südi Mihály (Fidesz-KDNP)[1]

A településen 2005. december 11-én időközi polgármester-választást (és képviselő-testületi választást) tartottak, az előző képviselő-testület önfeloszlatása miatt. A választáson a hivatalban lévő polgármester is elindult (ezúttal függetlenként), de csak a második helyet tudta elérni.
2008. június 15-én ismét időközi polgármester-választást kellett tartani a településen, mert az addigi településvezetőnek megszűnt e pozíciója, a tisztséggel összefüggő bűncselekmény miatt. Gálos Lászlót még 2007 júniusában sújtotta pénzbírsággal a Fejér Megyei Bíróság egy rágalmazási ügyben, ami után elméletileg azonnal megszűnt a polgármesteri tisztsége, gyakorlatilag viszont csak a következő év tavaszán, mert addig sem a helyi, sem valamelyik felettes választási szerv nem értesült a bírósági elmarasztalásról. Az időközi választáson viszont jogszerűen elindulhatott, amit meg is tett, ám szoros küzdelemben – 992 érvényes szavazatból mindössze 10 szavazatnyi különbséggel – a második helyet tudta csak elérni.

## Népesség
A település népességének változása:
| Lakosok száma | 2642 | 2606 | 2583 | 2639 | 2693 | 2688 | 2720 |
|               | 2013 | 2014 | 2015 | 2021 | 2022 | 2023 | 2024 |

A 2011-es népszámlálás során a lakosok 90%-a magyarnak, 0,2% cigánynak, 0,7% németnek mondta magát (10% nem nyilatkozott; a kettős identitások miatt a végösszeg nagyobb lehet 100%-nál). A vallási megoszlás a következő volt: római katolikus 44,5%, református 24%, evangélikus 0,3%, görögkatolikus 0,3%, felekezeten kívüli 10,9% (18,3% nem nyilatkozott).
2022-ben a lakosság 91,5%-a vallotta magát magyarnak, 0,6% németnek, 0,2% ukránnak, 0,2% lengyelnek, 0,1-0,1% szerbnek, örménynek, cigánynak és románnak, 2,8% egyéb, nem hazai nemzetiségűnek (8,5% nem nyilatkozott; a kettős identitások miatt a végösszeg nagyobb lehet 100%-nál). Vallásuk szerint 33,4% volt római katolikus, 18% református, 0,3% evangélikus, 0,3% görög katolikus, 1,3% egyéb keresztény, 1% egyéb katolikus, 13,2% felekezeten kívüli (32,2% nem válaszolt).

## Látnivalók
- Cziráky-kastély

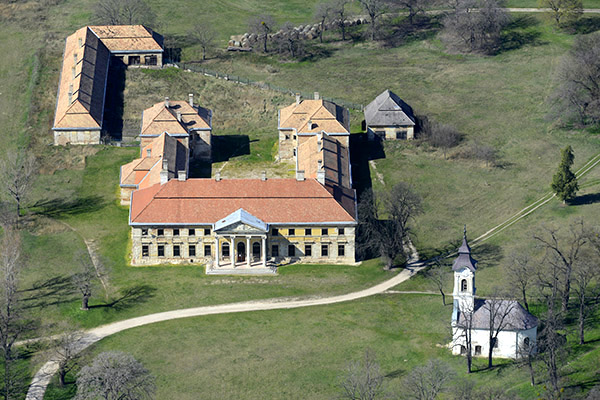
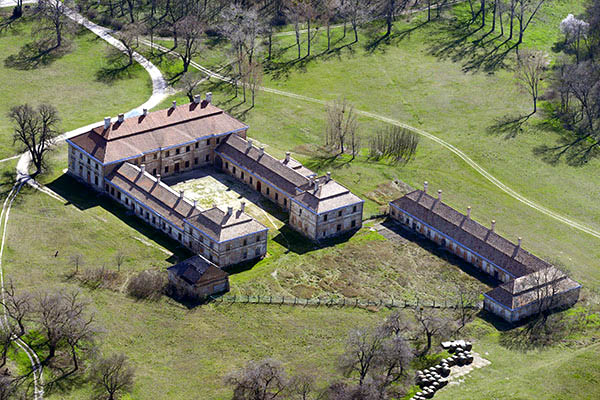
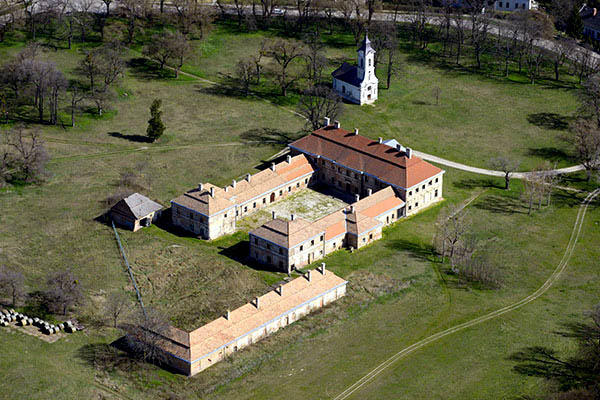
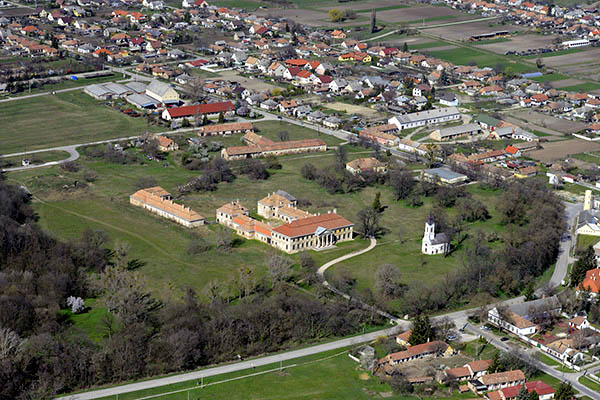

Székesfehérvár irányából beérve a faluba, bal kéz felől két zord kőoroszlán fogadja az ideérkezőket. Ezek őrzik a kastélyhoz vezető bejáratot.
A felületes szemlélődő azt gondolná, hogy milyen jó a berényieknek, hiszen van egy hatalmas kastélyuk. Ez igaz is, meg nem is. Ilyen hatalmas épület helyrehozásához nagyon sok pénz kellett és egyre több kell.
Így tovább alussza álmát, míg valami csoda nem történik. A kastély jelenéről később, most pillantsunk bele a múltjába.
Feltételezések alapján a kastély első épületeit a Pálffy család valamelyik tagja építtette. Sigbert Heister osztrák tábornokról tudjuk, hogy itt lakott. 1699. után valószínűleg ő hozatta rendbe és bővíttette a már meglévő épületeket; ezekből lett később a kastély jobbszárnya. Heister építtette az egykori plébániatemplomocskát is. Az építkezés idején még a kastély és a templom között vezetett az alcsúti út, amelyet később a parkon kívülre helyeztek át. A 17. század végén és a 18. század elején a későbbi kastély még egyszerű falusi udvarház volt. 1730-ban döntött úgy a Cziráky család, hogy ideköltöznek, és nagyúri lakhelyet építtetnek maguknak. A két szárnyat 1763 és 1767 között Rieder János építész alkotta meg. A vendégeknek fenntartott balszárnyat fedett kocsibejárás szakította meg, választotta el az emeletes résztől. A jobbszárnyon volt a konyha a cselédség lakásaival. A főépületet valószínűleg Rieder János fia, Rieder Jakab tervezte és építette klasszicista stílusban 1804 és 1810 között. A gazdagon kiképzett római ion oszloprend mögött három, félkörívben záródó ajtó vezetett a középső, az emeletre is felnyúló nagyterembe. Az oszlopok fölött a timpanonban a Czirákyak és Cziráky Antal Mózes feleségének, Illésházy Júliának családi címereit helyezték el, a portikusz alatt pedig mitológiai jeleneteket ábrázoló domborművek láthatók.
Bent az emeletnyi szalonból jobbra a grófné, balra pedig a gróf lakosztályai nyíltak, ezeket három-három díszesebb szoba alkotta. A grófi lakosztályhoz tartozott a könyvtár és a családi levéltár is. A szalon mögött hátul volt a fogadó előcsarnok, mely oldalra szorítja az emeletre vezető lépcsőt.
Az U alakban hátranyúló földszinti szárnyakban sorakoztak bal oldalon a gazdasági és személyzeti, jobb oldalon pedig a lakóhelyiségek. Szemben az U alak nyitott részével egymásnak fordított L alakú épületek egészítették ki a komplexumot zárt egésszé. A kastély emeleti ablakaiból az akkori főutcát lehetett látni. Ha most kinéznénk, szép látvány tárulna a szemünk elé, csakúgy mint annak idején a kastély lakóinak szeme elé is. A falu legszebb utcája, a sok-sok fával szegélyezett Kossuth (Öreg) utca nyúlik el hosszan, közepén terpeszkedik a kéttornyú római katolikus templom, távolabb pedig a református templom karcsú tornya magasodik.
1763-ban Cziráky György az újjáépítésekkel együtt létrehozott a kastély kerti részén egy 22 öl széles és 36 öl hosszú díszkertet. 1794-ben Cziráky Antal Mózes alakíttatta ki a messze földön híres angolkertet (tájképi kertet), melybe növényi különlegességeket hozatott, sétányokat építtetett. Pompás kertjébe természetes forrásból táplálkozó mesterséges tavat ásatott, mely mellett a kitermelt földből halmozott dombok őrzik uruk és úrnőjük nevét (Antal és Rózsa domb). A parkot kőhidak és szobrok tették változatossá. A kastély előtt állt két hársfa, amelyet a múlt századi leltár már öreg fákként emleget. Szerencsére szépen illeszkedtek a kert hangulatába, így nem vágták ki, sőt örültek árnyékuknak.
A kastély épületegyüttesének utolsó jelentős átalakítását Ybl Miklós végezte, kinek hagyatékában megtalálhatók a kastély átépítésének tervrajzai. Ybl nevéhez fűződik a jobb oldali udvari szárny átépítése és a hátsó sarokpavilonok megújított külseje. Míg a bal oldali földszintes oldalszárny folyosójának még hevederekkel ritmizált csehboltozata van, addig a jobboldali folyosó mennyezete lapos. Az utóbbi szárny külső homlokzata háromtengelyes rizalitjával is később épült. A bal oldali földszintes szárny külső homlokzata végén az ablakok különböző mérete és szintje is elárulja Ybl átalakítását. Az ő műve a szárny első tengelyének áthajtója is. Egyenes, füles keretű a nyílása, romantikus az oromzata. A melléképületek nagy részben Ybl munkái, illetve átalakításai, és a nagy tornyú barokk kápolnát is ő hozatta rendbe.
A kastély látogatásához a gondnoknál kell jelentkezni.
- Tűztorony
- Református templom
- Katolikus templom
- Mária-kápolna
- Izraelita temető
- Katonai temetők
- Hősi Emlékmű
- Lenke Galéria (Arany János u. 17.) – Ütő Endre operaénekesből lett képzőművész által létesített művészeti bemutatóhely, melynek egy 1798-ban épült, tehát már több mint 220 éves népi parasztház ad otthont.[21]
- Csikváry Faluház
- Kápolna

## Képgaléria

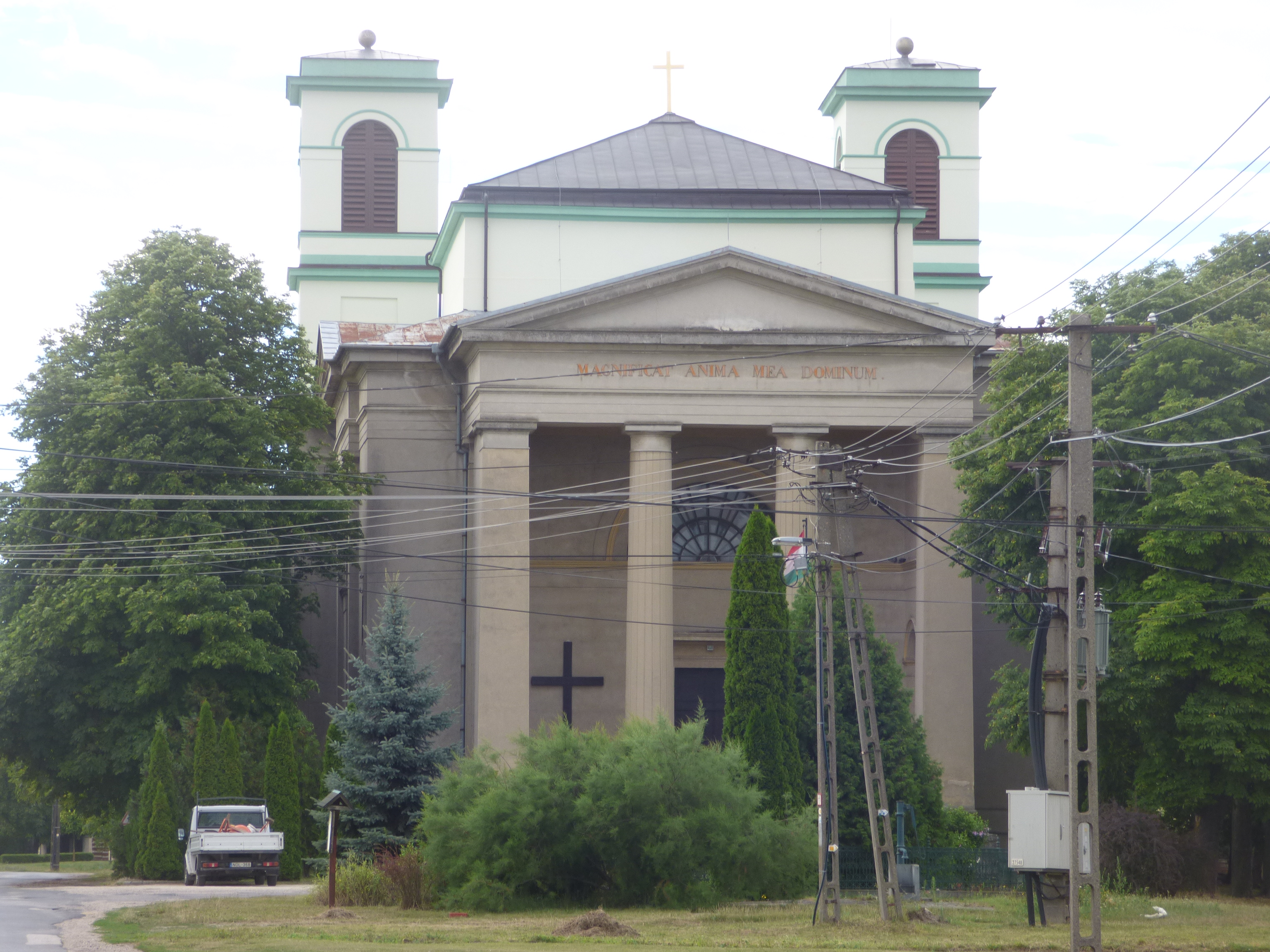
Katolikus templom
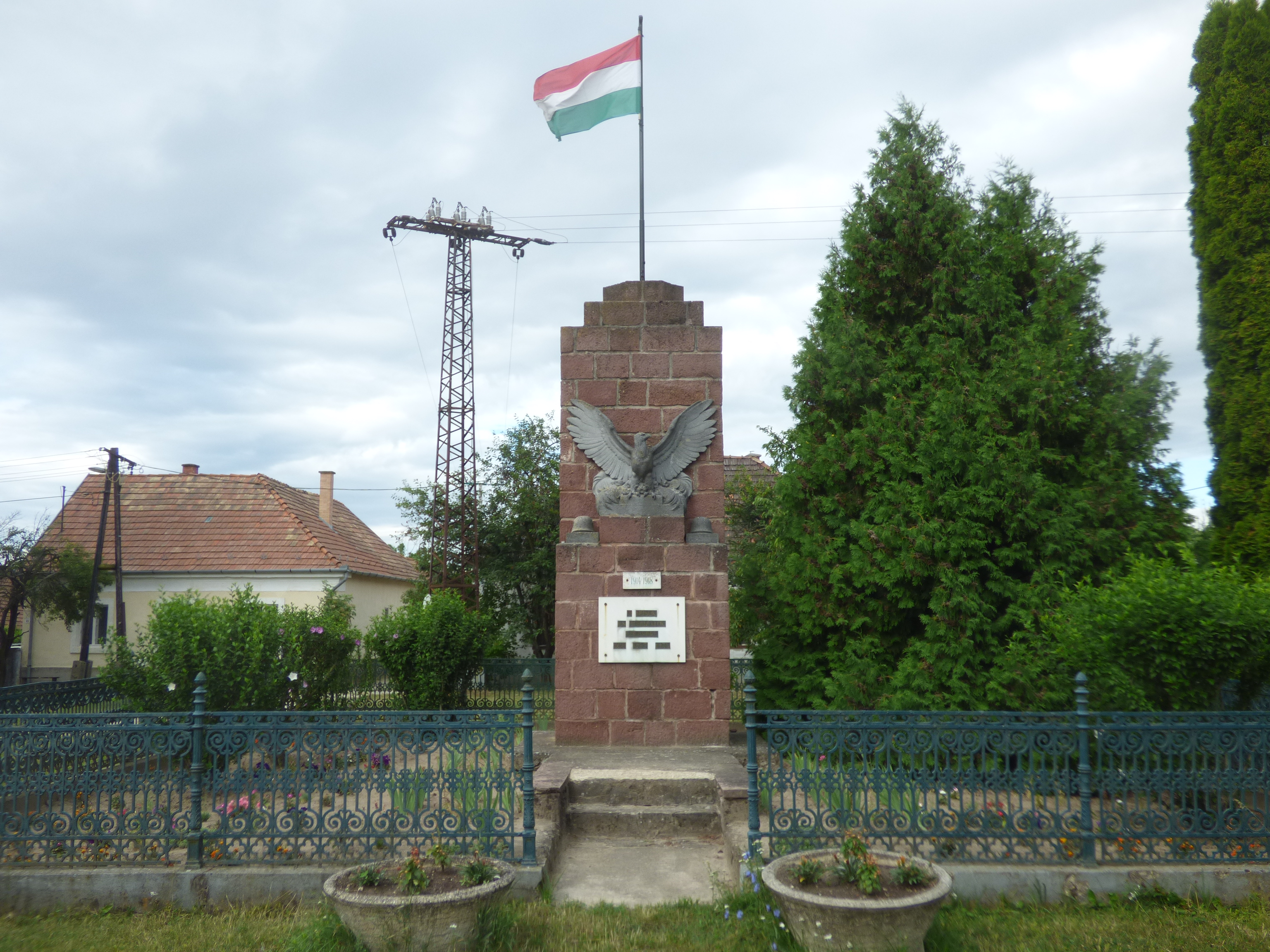
Hősi emlékmű
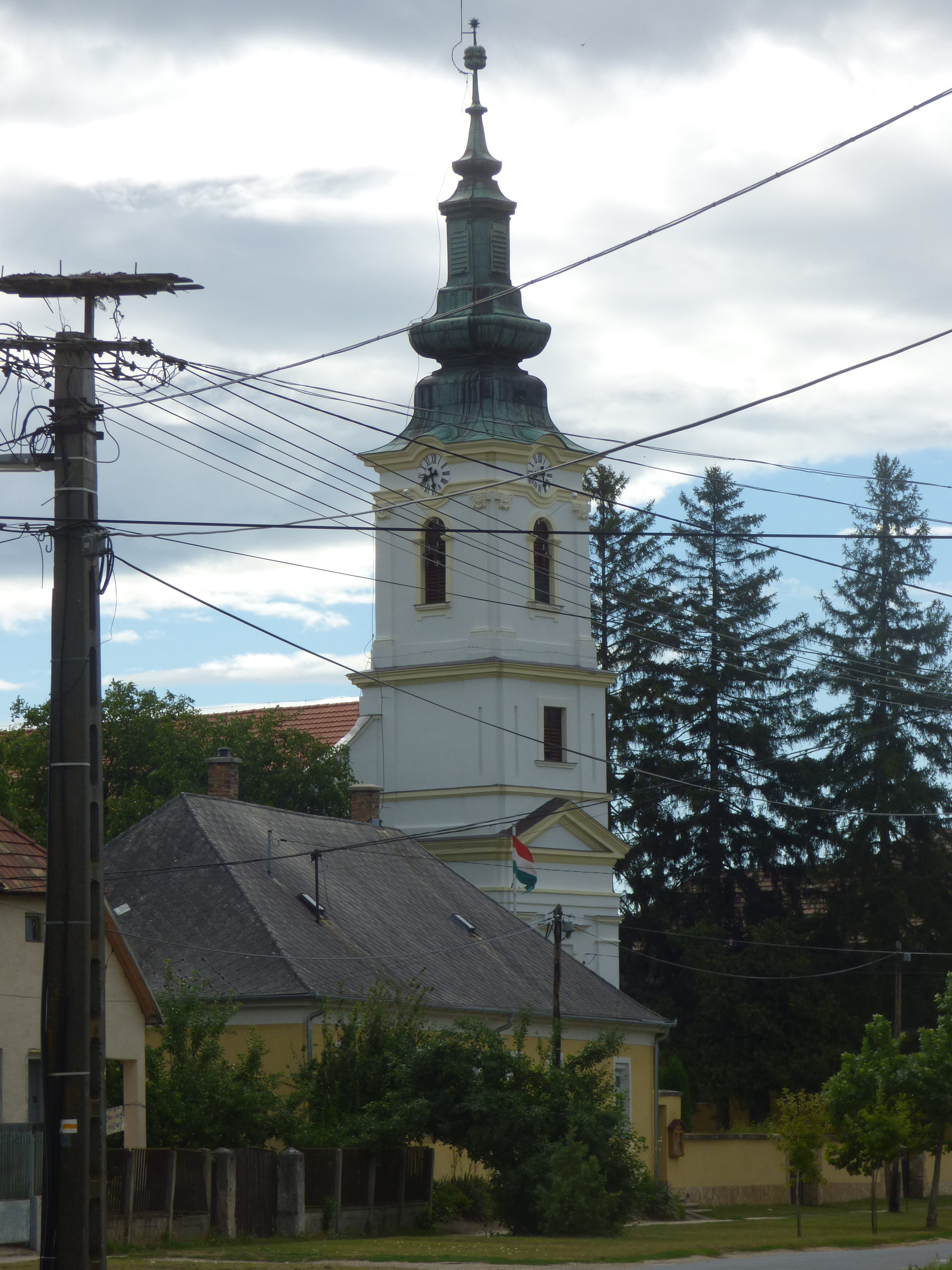
Református templom
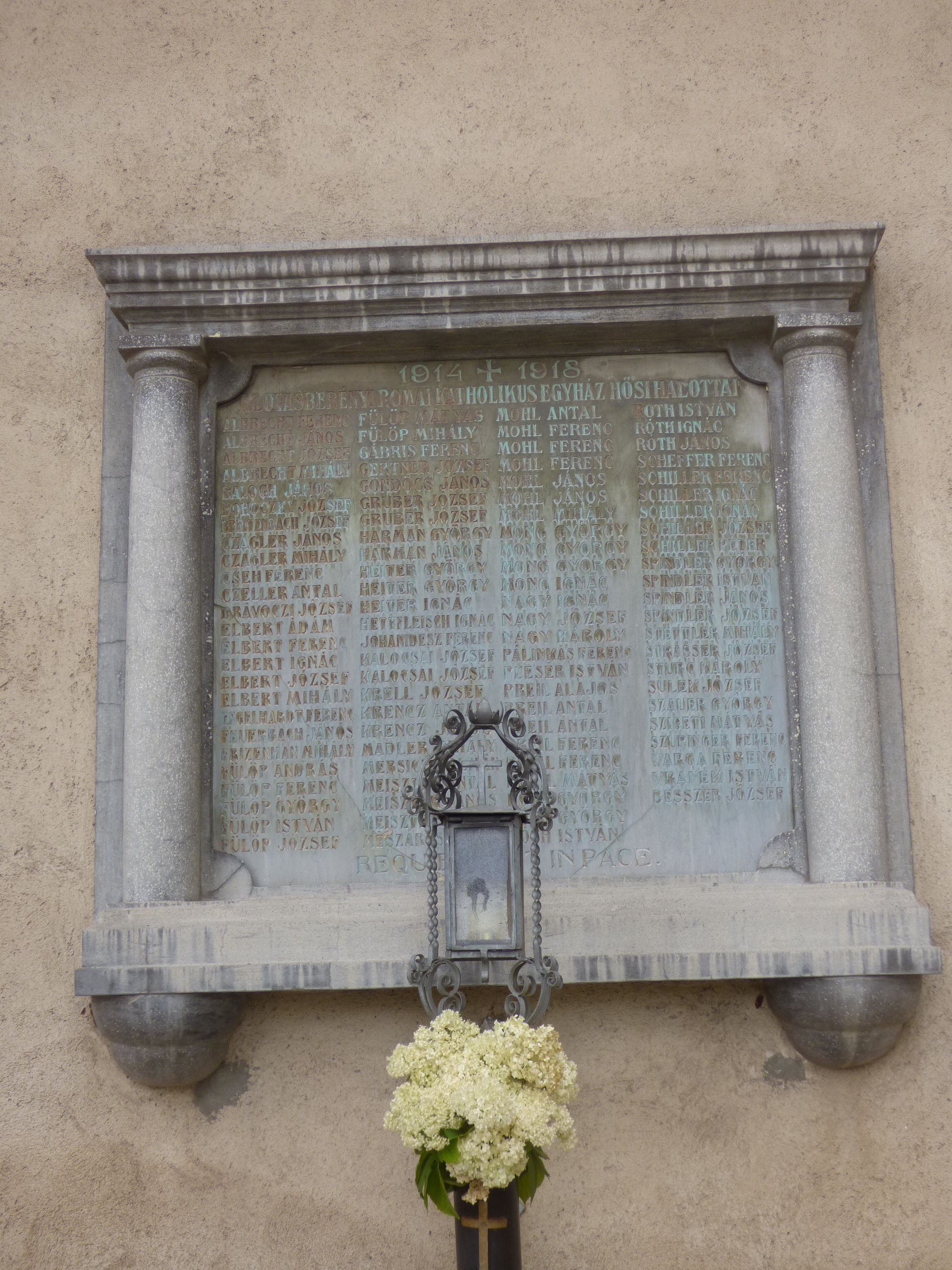
Hősi halottak emléktáblája a katolikus templom falán
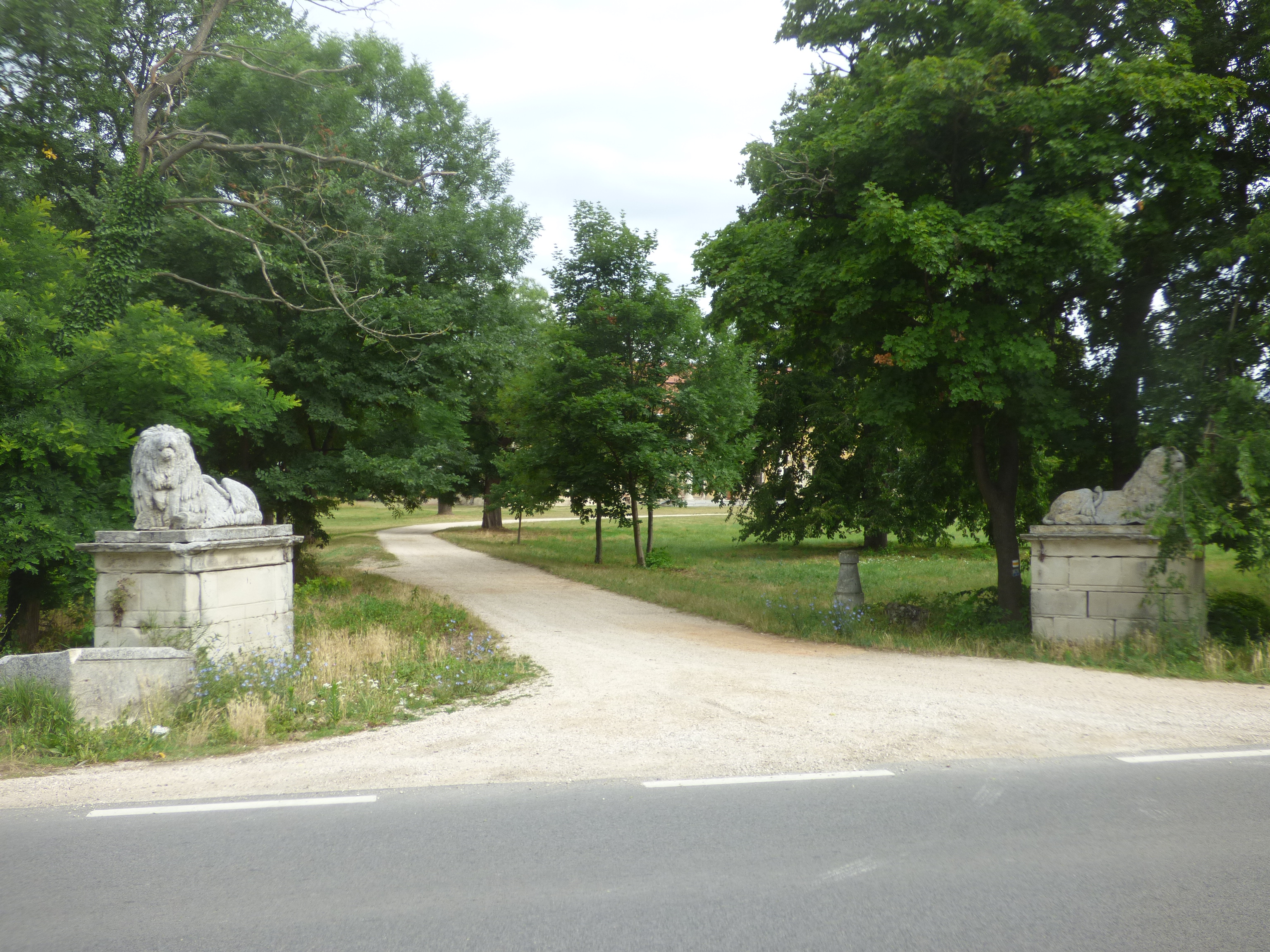
Kőoroszlánok jelzik a lovasberényi Cziráki-kastély főbejáratát
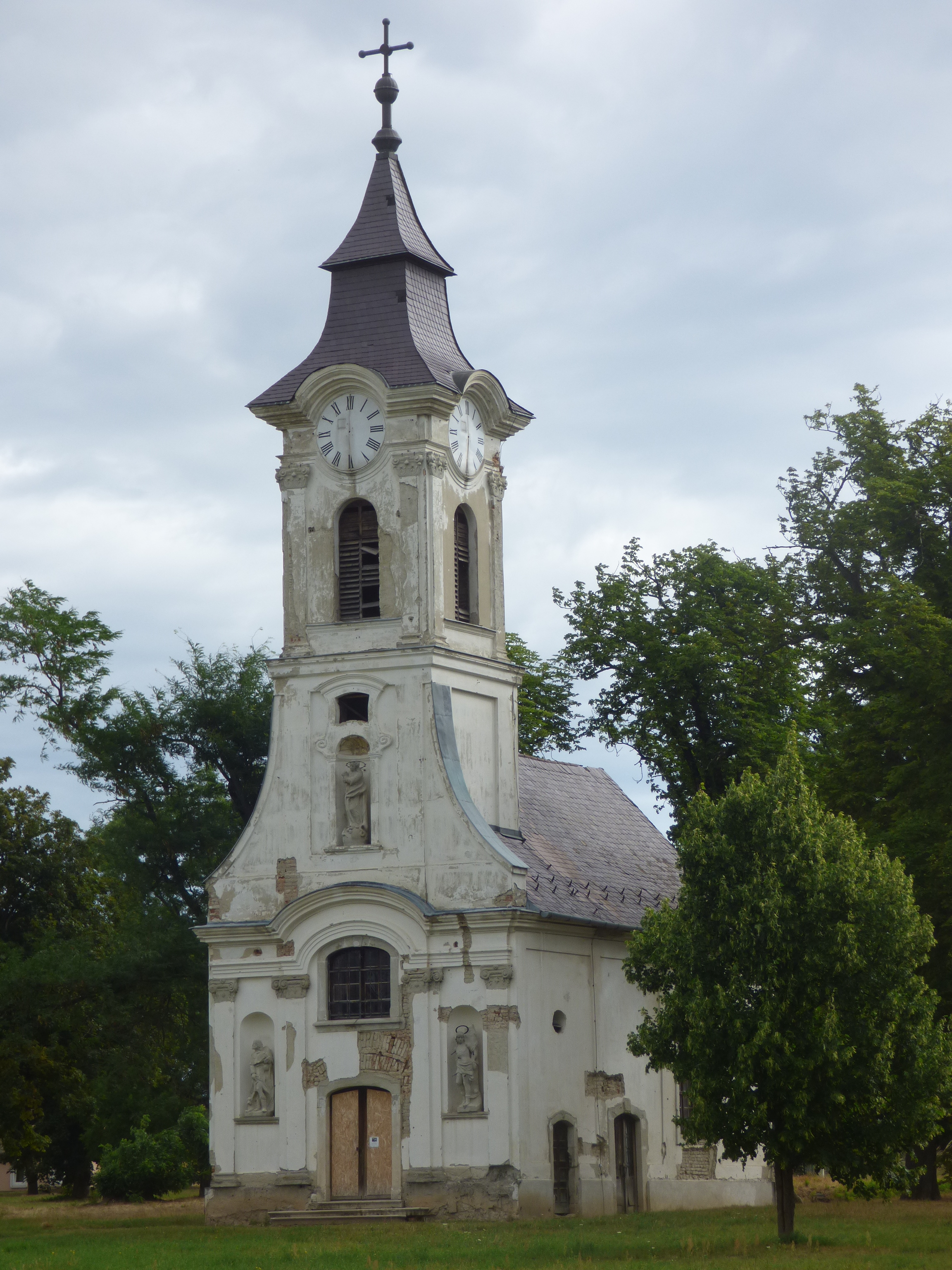
A Cziráki-kastély kápolnája
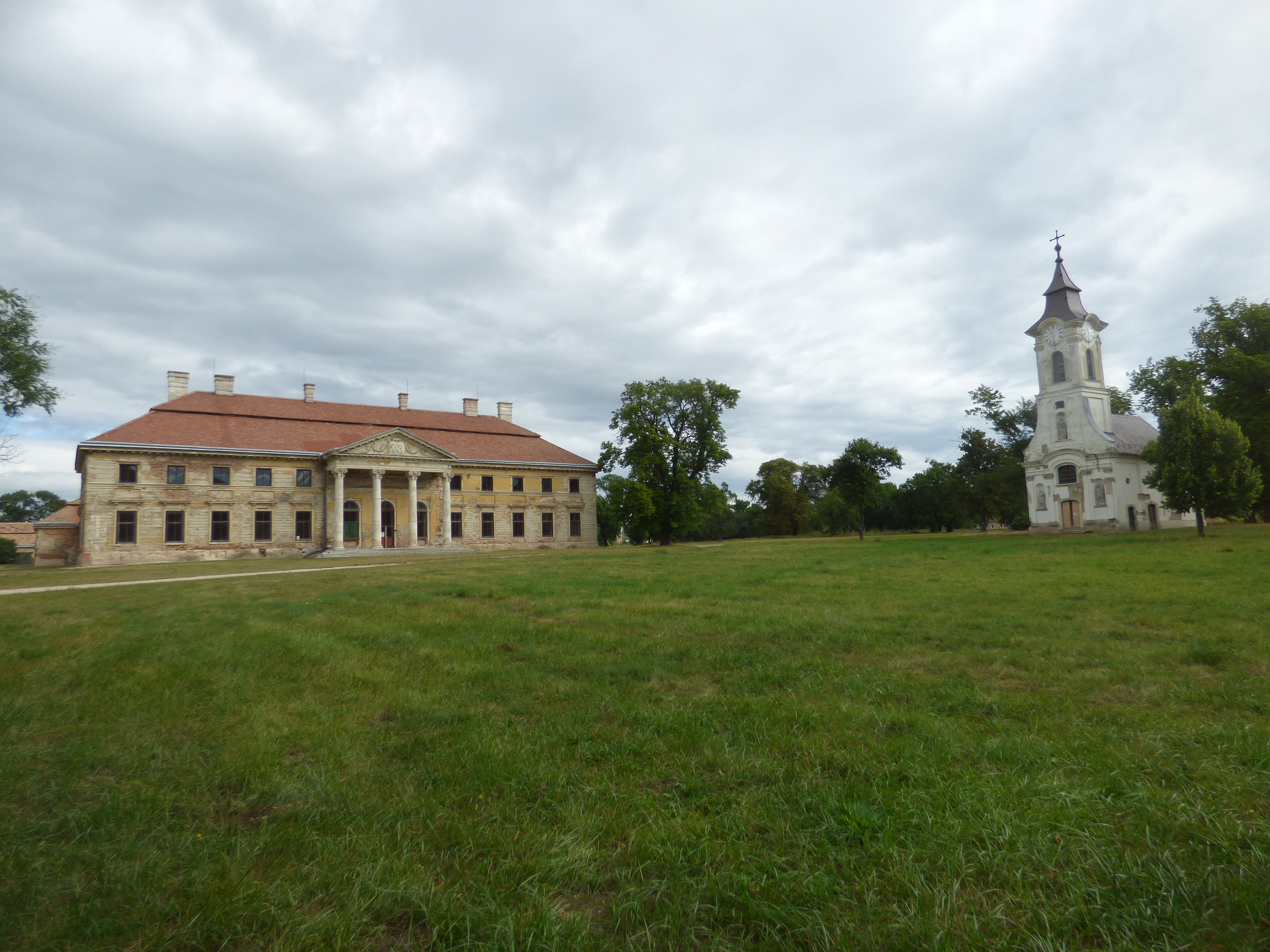
A Cziráki-kastély és a kápolna
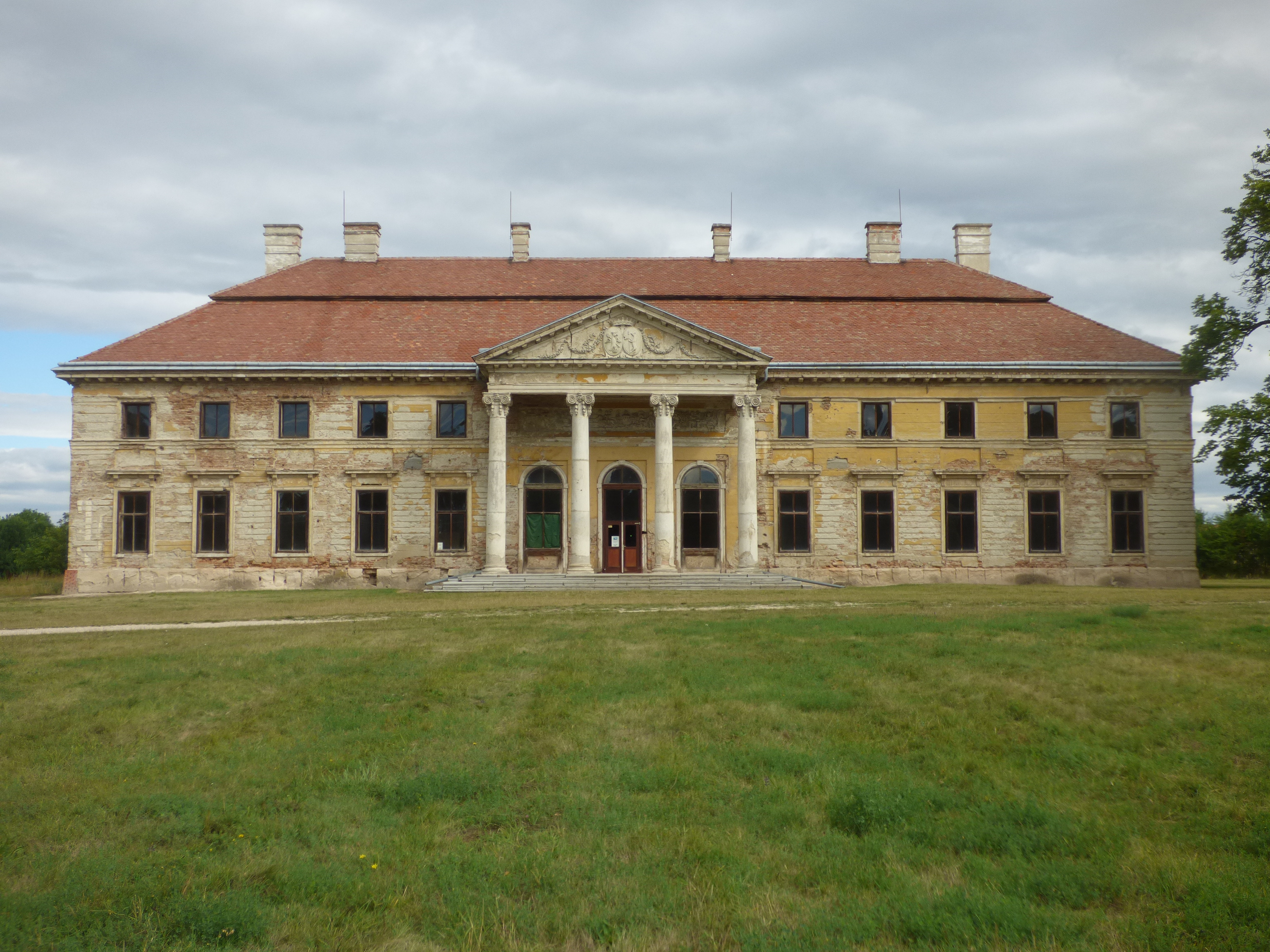
A kastély fő homlokzata
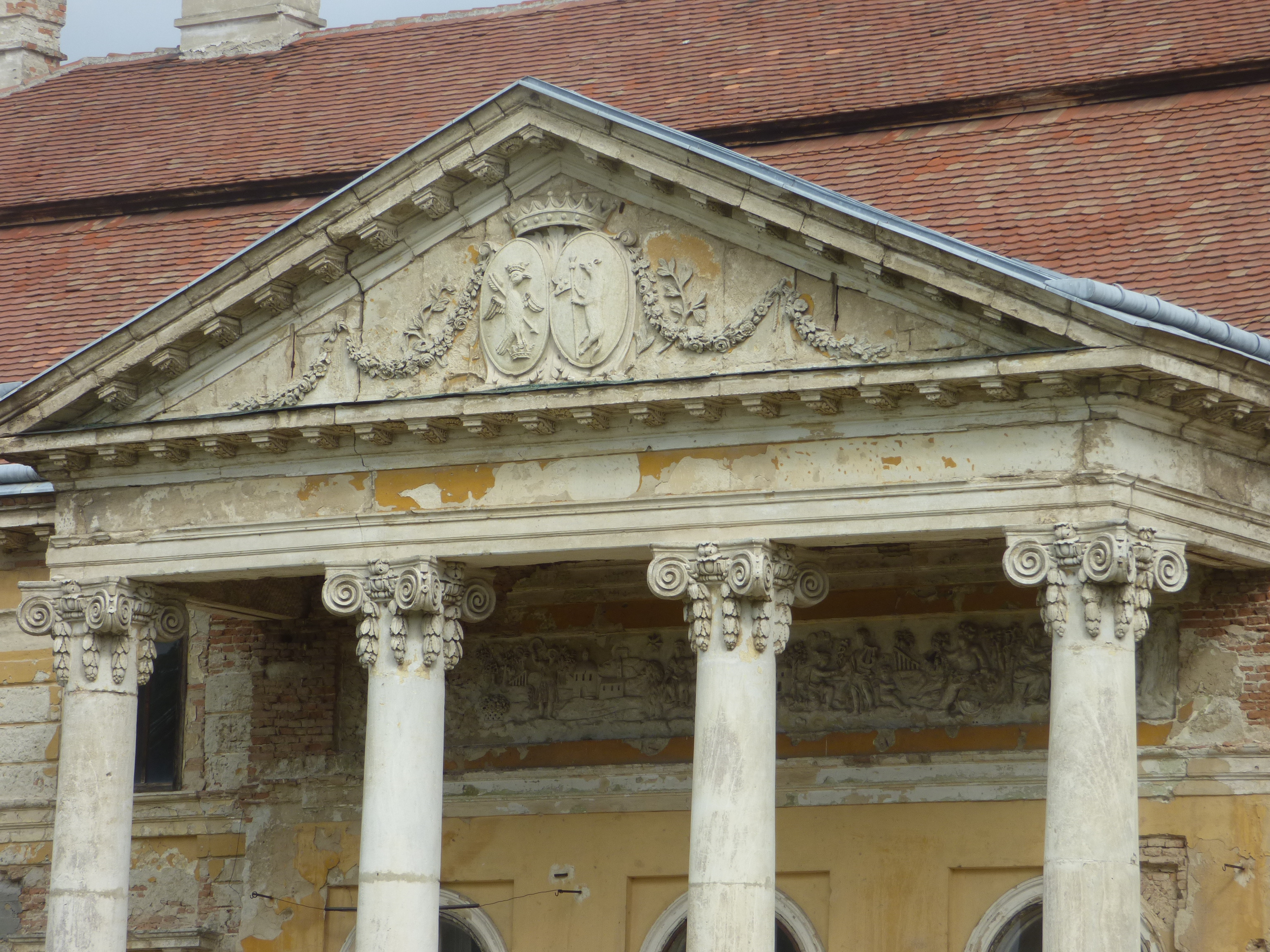
A kastély fő homlokzatának részlete
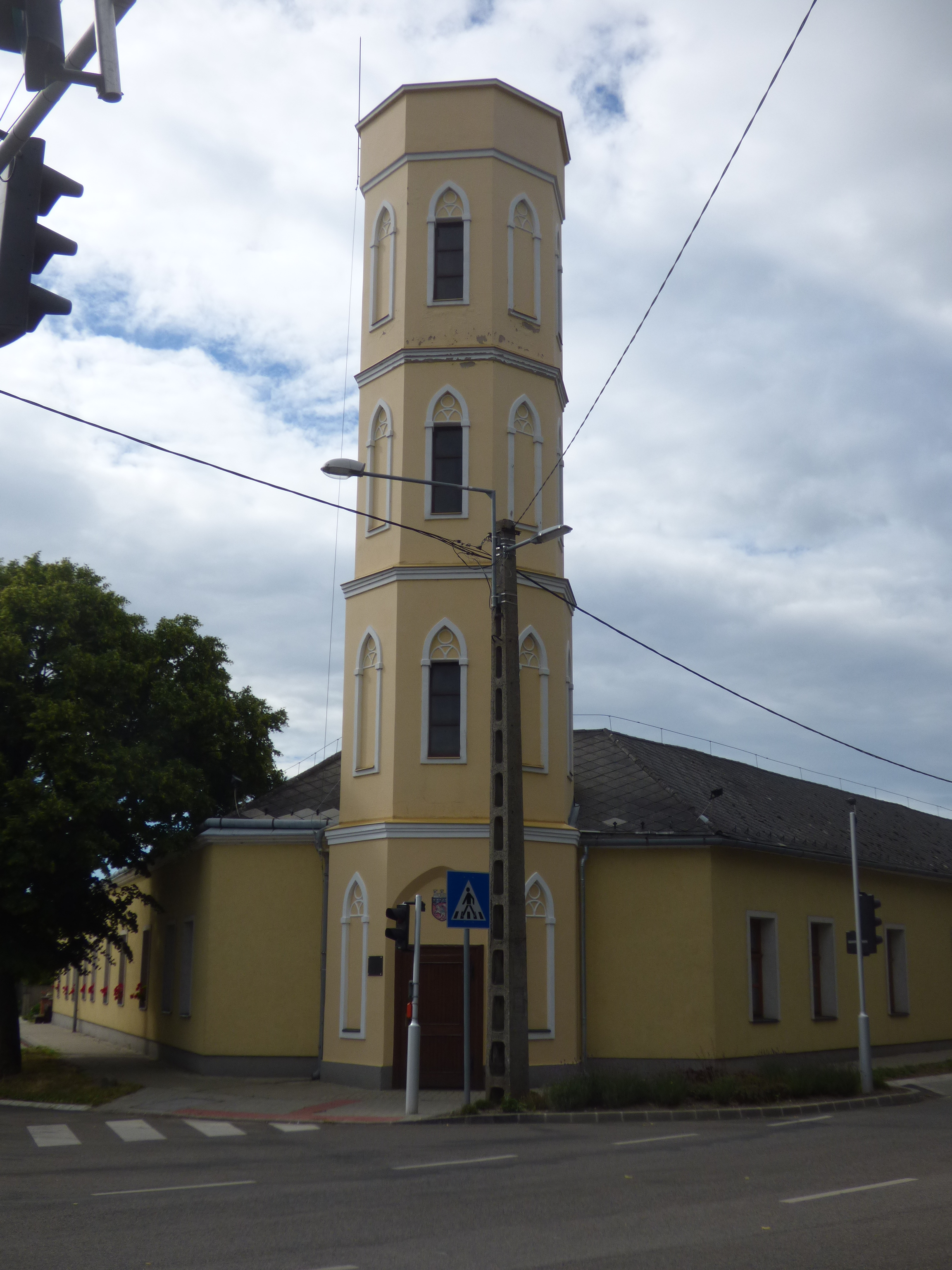
Tűztorony

## Ismert emberek
- Itt született 1861-ben Róna József szobrászművész, Savoyai Jenő budavári lovasszobrának alkotója.
- Itt született 1795-ben Saphir Móric (később Moritz Gottlieb Saphir) osztrák zsidó humorista, író, akit a fotográfia egyik korai klasszikusa, Nadar is lefényképezett műtermében.
- Itt született Berényi Salamon (Berényi Sándor), Klein (1846 körül – 1887) bölcseletdoktor, tanító.